# Marzano
Marzano je italská obec v provincii Pavia v oblasti Lombardie.
V roce 2013 zde žilo 1 632 obyvatel.

## Sousední obce
Ceranova, Lardirago, Roncaro, Torre d'Arese, Torrevecchia Pia, Valera Fratta (LO), Vidigulfo, Vistarino

## Vývoj počtu obyvatel
Zdroj: 